# Bewertungsstichtag
Der Bewertungsstichtag ist ein Stichtag, an dem eine Bewertung von Vermögensgegenständen oder Sachgesamtheiten stattfindet.

## Allgemeines
Vermögensgegenstände und Vermögenswerte unterliegen mehr oder weniger starken Wertschwankungen, so dass mit einem Bewertungsstichtag ein Zeitpunkt festgelegt wird, bis zu dem diese Wertschwankungen berücksichtigt werden. Nach dem Stichtag auftretende wertbeeinflussende Wertschwankungen bleiben dadurch unberücksichtigt.
Als Wertkonventionen, bei denen diese Wertschwankungen gemessen werden können, kommen insbesondere Anschaffungskosten, Beleihungswert, Börsenkurs, Buchwert, Ertragswert, Gemeiner Wert, Herstellungskosten, Kurswert, Marktwert, Metallwert, Sachwert, Tageswert, Verkehrswert oder Zeitwert in Betracht.

## Anwendungsgebiete
Der Bewertungsstichtag ist ein Rechtsbegriff in mehreren Gesetzen, insbesondere im Bewertungsgesetz (BewG; unter anderem § 59 BewG) oder im Erbschaftsteuer- und Schenkungsteuergesetz (ErbStG; § 12 ErbStG). Außerdem spielt der Bewertungsstichtag im Bankwesen, im Rechnungswesen oder bei der Unternehmensbewertung eine Rolle. Darüber hinaus wird der Bewertungsstichtag auch bei allgemeinen Wertgutachten zugrunde gelegt.

### Bewertungsgesetz
Der Rechtsbegriff des Bewertungsstichtages ist einer der zentralen Begriffe des steuerrechtlichen Bewertungsgesetzes (BewG). Danach hat die Bewertung von Vermögensgegenständen zum Zweck der Besteuerung zu einem bestimmten Bewertungsstichtag zu erfolgen. Nach § 9 BewG ist bei Bewertungen, soweit nichts anderes vorgeschrieben wird, der gemeine Wert zugrunde zu legen. Der gemeine Wert wird durch denjenigen Preis bestimmt, der im gewöhnlichen Geschäftsverkehr nach der Beschaffenheit des Wirtschaftsgutes bei einer Veräußerung zu erzielen wäre. Dabei sind alle Umstände, die den Preis beeinflussen, zu berücksichtigen. Ungewöhnliche oder persönliche Verhältnisse sind dagegen nicht zu berücksichtigen.
Auf diese Weise werden für alle Wirtschaftszweige Bewertungsstichtage definiert. Beispielsweise sind nach § 35 Abs. 1 BewG für landwirtschaftliche Betriebe die Betriebsgröße sowie für den Umfang und den Zustand der Gebäude und der stehenden Betriebsmittel (landwirtschaftliche Geräte) die Verhältnisse im Feststellungszeitpunkt (= Bewertungsstichtag) maßgebend.

### Erbschaftsteuer- und Schenkungsteuergesetz
Der Bewertungsstichtag im Erbschaftsteuer- und Schenkungsteuergesetz (ErbStG) nach § 11 ErbStG richtet sich nach dem Zeitpunkt der Entstehung der Steuer (§ 9 ErbStG).

### Bankwesen
Im Kreditgeschäft der Kreditinstitute ist der Bewertungsstichtag bei der Sicherheitenbewertung der Kreditsicherheiten von Bedeutung. Bewertet werden müssen sämtliche Beleihungsobjekte, also Realsicherheiten und Personalsicherheiten. Ihre Wertermittlung findet am Bewertungsstichtag statt und wird dem Beleihungswert zugrunde gelegt. Beim Beleihungswert ist der Marktwert der geschätzte Wert, für den ein Beleihungsobjekt am Bewertungsstichtag zwischen einem verkaufsbereiten Verkäufer und einem kaufbereiten Erwerber nach angemessenem Vermarktungszeitraum in einer Transaktion im gewöhnlichen Geschäftsverkehr verkauft werden könnte, wobei jede Vertragspartei mit Sachkenntnis, Umsicht und ohne Zwang handelt.
Bei Zertifikaten ist der Bewertungsstichtag derjenige Tag am Ende der Laufzeit, an dem – meist auf Basis des Schlusskurses des Basiswerts – der Rückzahlungsbetrag berechnet wird.

### Rechnungswesen
Im Rechnungswesen muss eine Bewertung jeder einzelnen Bilanzposition vorgenommen werden (Einzelbewertung), was sich auf das Eigenkapital und die Ertragslage eines Unternehmens auswirkt. Der Bewertungsstichtag ist gemäß § 252 Abs. 1 Nr. 3 HGB mit dem Bilanzstichtag identisch. Dabei sind wertverändernde Umstände, erst nach dem Bilanzstichtag entstehen und erkannt werden (Wertbegründung), nicht zu berücksichtigen. Wertaufhellende Umstände nach dem Bilanzstichtag sind dagegen gemäß Wertaufhellungsprinzip zu berücksichtigen, wenn die Bilanz bereits aufgestellt ist und es zu wesentlichen Wertveränderungen seit dem Bilanzstichtag gekommen ist.

### Unternehmensbewertung
Mit der Unternehmensbewertung als Teilgebiet der Betriebswirtschaftslehre hat sich vor allem die Kölner Schule systematisch durch Walther Busse von Colbe, Hans Münstermann, Manfred Jürgen Matschke und Günter Sieben befasst.
Unternehmensbewertungen müssen beim Unternehmenskauf, bei der Fusion oder im Umwandlungsrecht (unter anderem Spaltung) vorgenommen werden. Unternehmen sind lebende Organismen, deren Geschäftstätigkeit weiter läuft, so dass festgelegt werden muss, an welchem Stichtag eine Bewertung erfolgen soll.
Bei der Durchführung einer Unternehmensbewertung gilt das Stichtagsprinzip, wonach Unternehmenswerte zeitpunktbezogen zu ermitteln sind. Fallen der Bewertungsstichtag und der Zeitpunkt der Durchführung der Bewertung auseinander, ist nur jener Informationsstand bewertungsrelevant, der bei angemessener Sorgfalt zum Bewertungsstichtag hätte erlangt werden können. Der Wurzeltheorie zufolge dürfen Entwicklungen nach dem Bewertungsstichtag in eine Prognose einbezogen werden, wenn sie im Zeitraum bis zum Bewertungsstichtag ihren Ursprung haben.

## Wirtschaftliche Aspekte
Bei der Bilanzierung verlangt das Handelsrecht, dass der Bewertungsstichtag mit dem Bilanzstichtag übereinstimmen muss. Wegen der teilweise hohen Volatilitäten (etwa bei Aktien) sollte bei Vermögenswerten der Bewertungsstichtag bei anderen Entscheidungen nicht mehr zurückliegen als drei Monate vor einer hierauf beruhenden Entscheidung (etwa Kreditentscheidung, Unternehmenskauf). Dieser Zeitraum ergibt sich aus § 236 Abs. 2 KAGB für Immobilienfonds. Auch das Institut der Wirtschaftsprüfer (IDW) empfiehlt bei der Ermittlung des risikofreien Zinssatzes von Bundesanleihen, nicht den Kassakurs des Bewertungsstichtags heranzuziehen, sondern das arithmetische Mittel der letzten drei Monate zugrunde zu legen.
Der Bewertungsstichtag ist ein zufällig ausgewählter Zeitpunkt, er „unterbricht einen fließenden Strom, dessen Dynamik sich nicht scharf erfassen lässt; stets kommt es zu gleitenden Übergängen zwischen heute und morgen“. Nicht objektiv ist die Wahl des Bewertungsstichtages – bei dessen freier Auswahlmöglichkeit – zu einem Zeitpunkt, an welchem die zu bewertenden Vermögenswerte das niedrigste oder höchste Kurs-, Preis- oder Zinsniveau aufweisen.